# Rissos Lachsspierling
Rissos Lachsspierling (Arctozenus risso) ist ein Tiefseefisch aus der Familie der Barrakudinas (Paralepididae). Er ist die einzige Art der Gattung Arctozenus. Die Art lebt zirkumglobal zwischen 71° nördlicher und 55° südlicher Breite, wahrscheinlich in allen Weltmeeren von der Wasseroberfläche bis in Tiefen von 2.200 Metern und erreicht auch die tiefe nördliche Nordsee.

## Merkmale
Rissos Lachsspierling hat einen langgestreckten Körper, der eine Länge von 25 bis 30 Zentimeter erreichen kann. Die kurze Rückenflosse sitzt hinter der Körpermitte und wird von 8 bis 13, die Afterflosse von 28 bis 34 Flossenstrahlen gestützt. Die Bauchflossen setzen ein wenig hinter der Rückenflosse an. Eine kleine Fettflosse ist vorhanden. Die Anzahl der Wirbel liegt bei 72 bis 86, die der Branchiostegalstrahlen bei acht. Rissos Lachsspierling ist leuchtend silbrig gefärbt.

## Lebensweise
Rissos Lachsspierling lebt allein oder in kleinen Schwärmen von der Wasseroberfläche bis in Tiefen von 2200 Metern, meist zwischen 200 und 1000 Metern Tiefe. Er ernährt sich von kleinen Fischen und Garnelen. Zur Fortpflanzung wandern die Fische in tropische und subtropische Meere. Sie laichen über Kontinentalabhängen. Die Larven sind planktonisch.